# Музей азійського мистецтва (Керкіра)
Музей азійського мистецтва Керкіри — це музей, розташований у палаці Св. Михайла та Святого Георгія на острові Керкіра (Корфу), в місті Керкіра, Греція. Єдиний в Греції музей, присвячений мистецтву Азії, він має колекції китайського мистецтва, японського мистецтва, індійського мистецтва та інших.

## Історія заснування
Музей азійського мистецтва Керкіри, був заснований у 1927 році як Музей китайсько-японського мистецтва, після пожертвування греко-японської колекції Григорія Ману (10 500 експонатів) грецькій державі. Наприкінці 19 — початку 20 століття він придбав на аукціонах мистецтв у Відні та головним чином у Парижі приблизно 9 500 китайських, корейських та японських артефактів. Він склав колекцію, яку він записав і каталогізував сам, майже з науковою послідовністю.
Григорій Ману став першим куратором музею. З цього часу Музей був отримав багато інших пожертвувань, внаслідок чого його колекція наразі включає близько 15 000 творів азійського мистецтва, що представляють приватні колекції та пожертви окремих предметів.

## Жертводавці

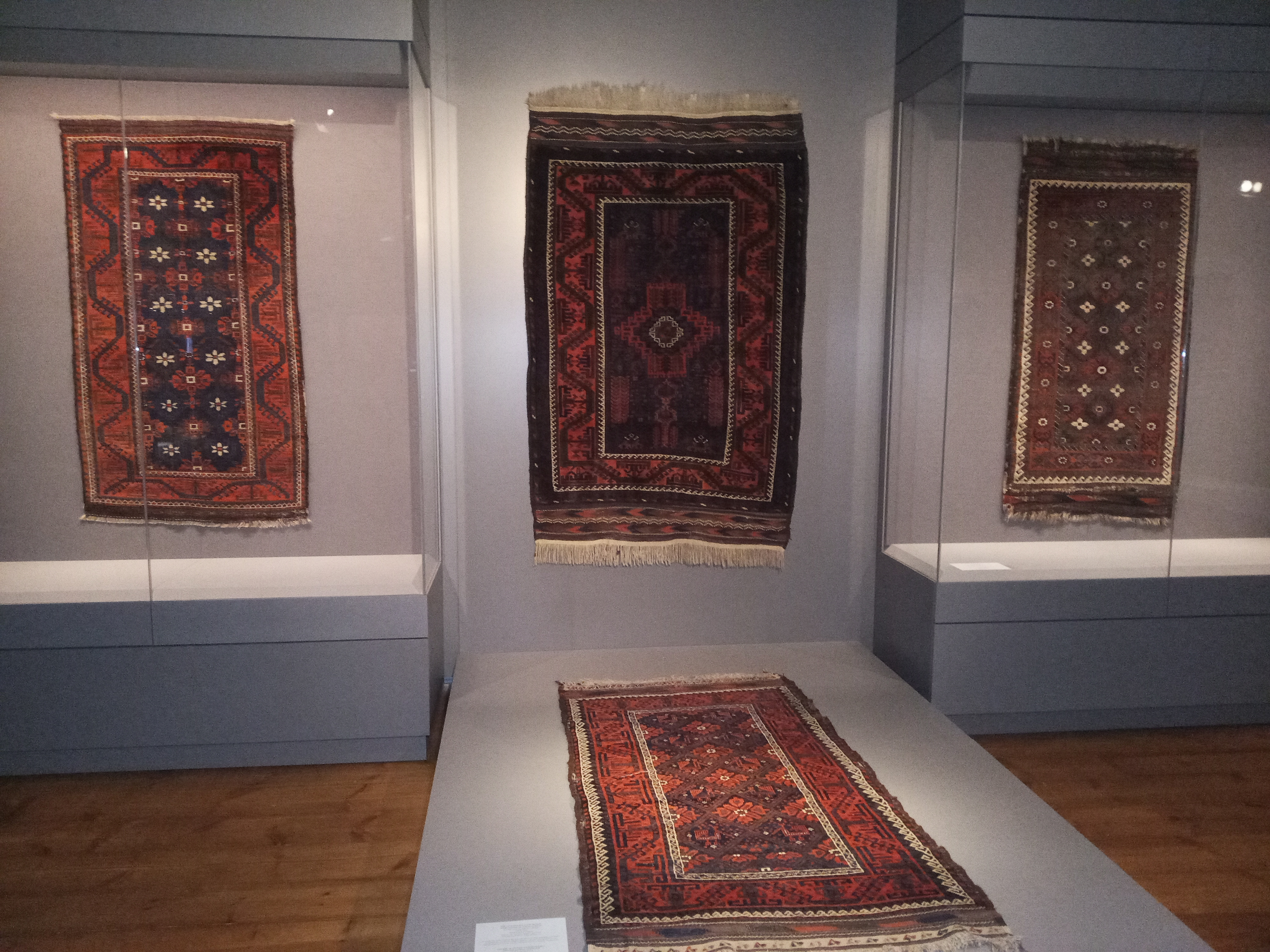
Килими

Окрім Григорія Ману у музею є низка донорів, які пожертвували предмети азійського мистецтва.
Ніколаос Гаджівасіліу у 1973 року, зокрема, надав 400 експонатів з Індії, Пакистану, Тибету, Сіаму та Південно-Східної Азії, що суттєво змінило китайсько-японський профіль музею і призвело до того, що він перейменований на Музей азійського мистецтва.
Харілаос Хіотакіс в 1980 році передав колекцію з 360 предметів з порцеляни, бронзи та слонової кістки, артефакти, які в основному відносяться до 17-19 століття.
Янніс Г. Сарзетакіс та його дружина Рут Дейтон подарували частину сімейної колекції у 2011 році на пам'ять ппро їхнього сина Джейсона (помер у 21 рік), який захоплювався мистецтвом Центральної Азії.

## Сьогодення
Сьогодні він користується світовим визнанням, рідкісні предмети з його колекцій представлені на міжнародних виставках. Останній відбувся в Токіо, в Токіо, в музеї Токіо, влітку 2009 року.
Загалом в музеї представлені більш ніж 15 000 предметів з китайської, корейської, індійської та японської культури, включаючи картини, скульптури, порцеляну, тощо.

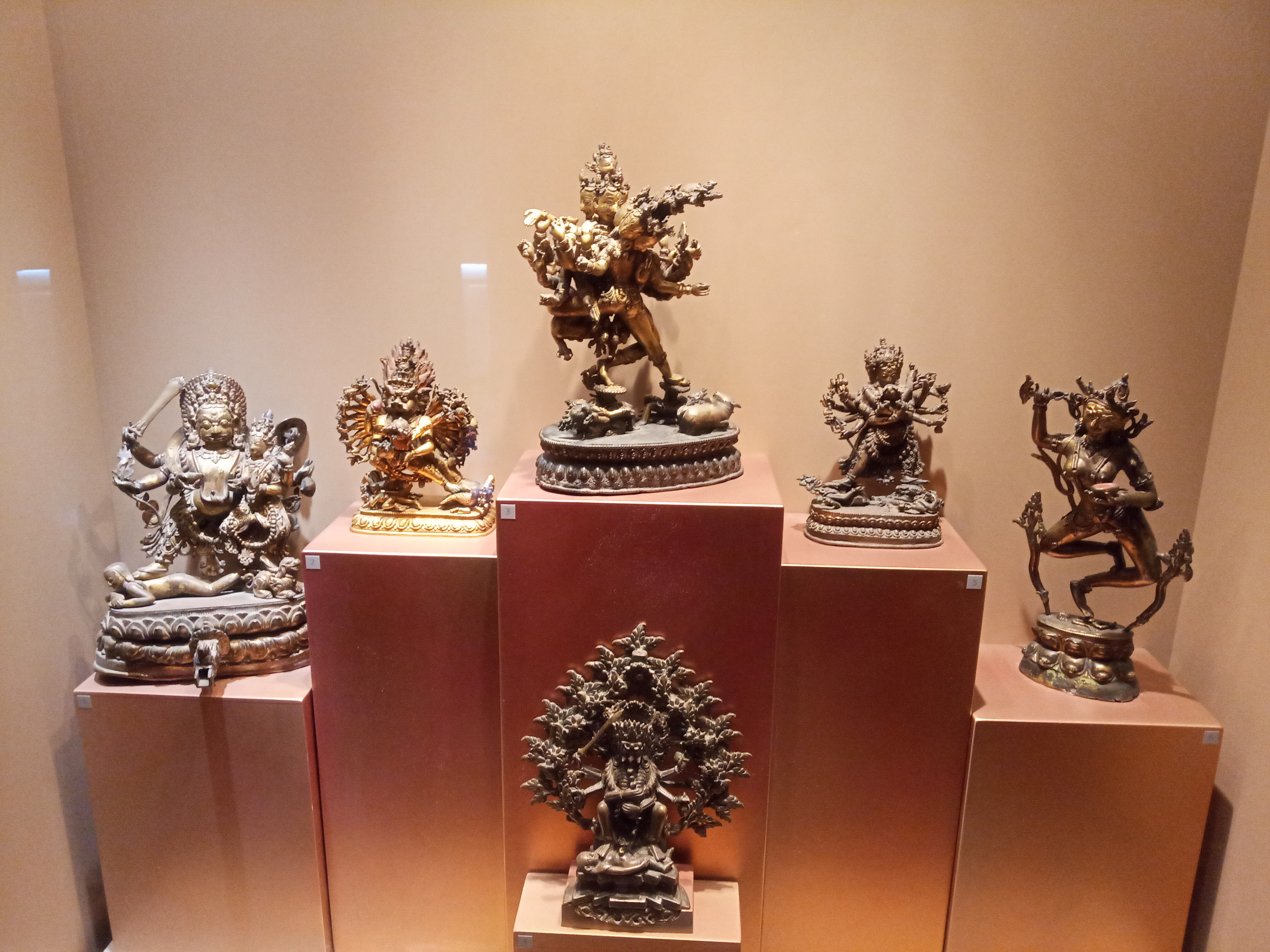

Головний вхід до палацу веде на перший поверх, де доступні три виставкові зали музею, кінопроєкційна кімната та зал засідань Іонічного сенату з оригінальним оздобленням. На першому поверсі розташовані тронний зал, зал симпозіуму та зал кругової приймальні (Ротонда). У той же час на двох крилах першого поверху розташовані постійні експозиції. У східному або так званому китайському крилі Григорія Ману експонується частина китайської колекції, а у західному крилі, відомому як крило Ніколаоса Гаджівасіліу, експонати з Індії, Гадари (стародавній Пакистан), Камбоджі, Тибету та Японії.
За словами директора музею Деспіни Жерніоти музей також експонує свої колекції за межами Корфу.
Так у 2019 році в планах були дві виставки про Лафкадіо Герна (1850-1904), письменника, що народився в Лефкаді, найвідомішого своїми книгами про Японію, які відбудуться в Афінській міській галереї та грецькому консульстві в Нью-Йорку. подій, що відзначатимуть рік Японії-Греція у 2019 році.
Виставка у Афінах під назвою «Японія та література» була запланована га лютий 2019 року, та мала містити розділ про японського гравера Кацусіка Хокусай (1760-1849). На цій виставці заплановано представити 68 експонатів із колекції музею, що датуються 18–20 століттями, книги Герна, малюнки манги Хокусая та приклади жангу гравюри і малюнка Укійо-е, що розквітло в Японії у 18-19 століттях.

## Колекції

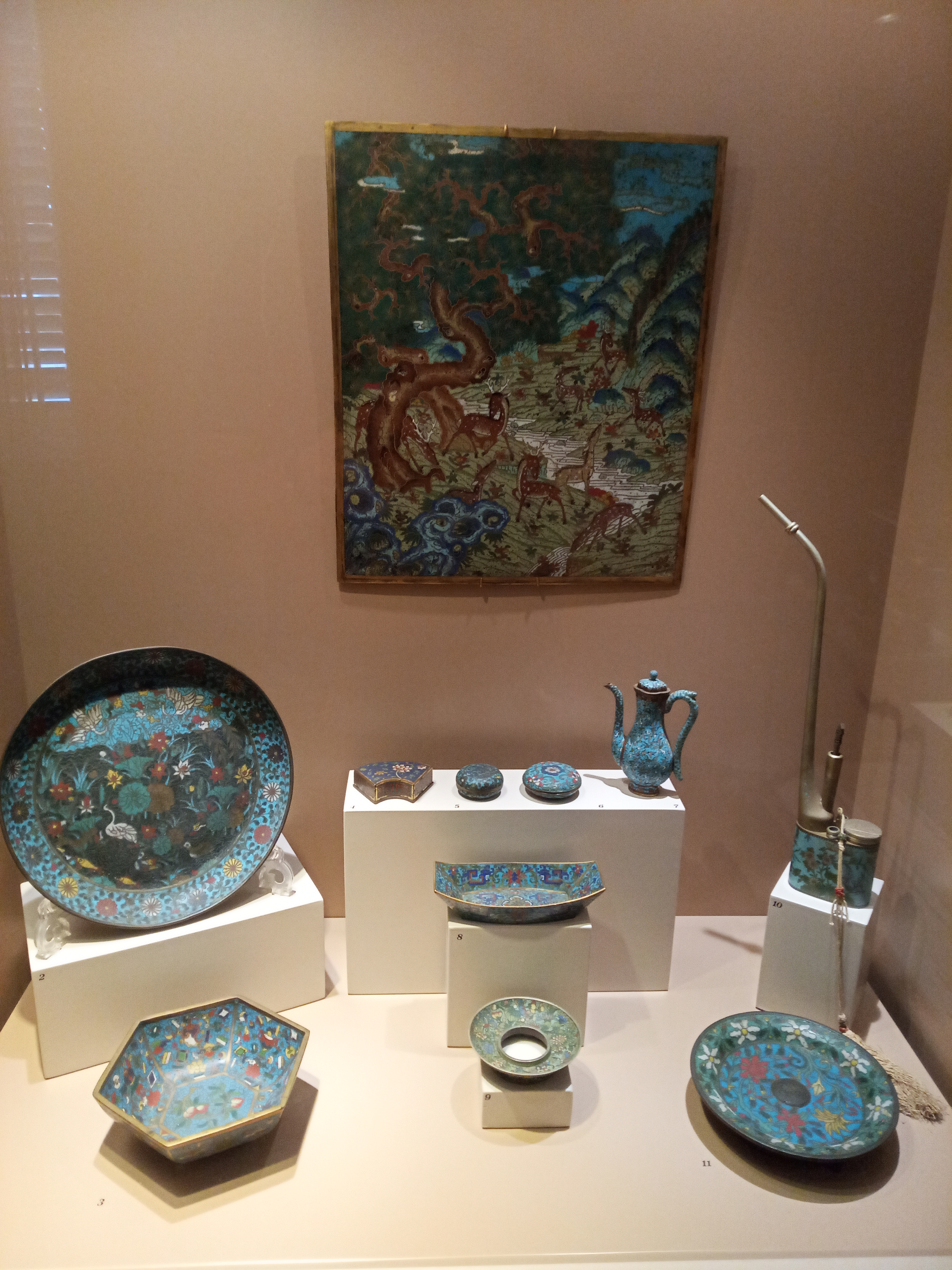

В музеї є такі колекції:

### Китай
(від неоліту до ХІХ століття): кераміка, бронза, лаковані вироби, живопис, текстиль, дерев'яні скульптури, предмети з дорогоцінних матеріалів, ювелірні вироби тощо.

### Японія

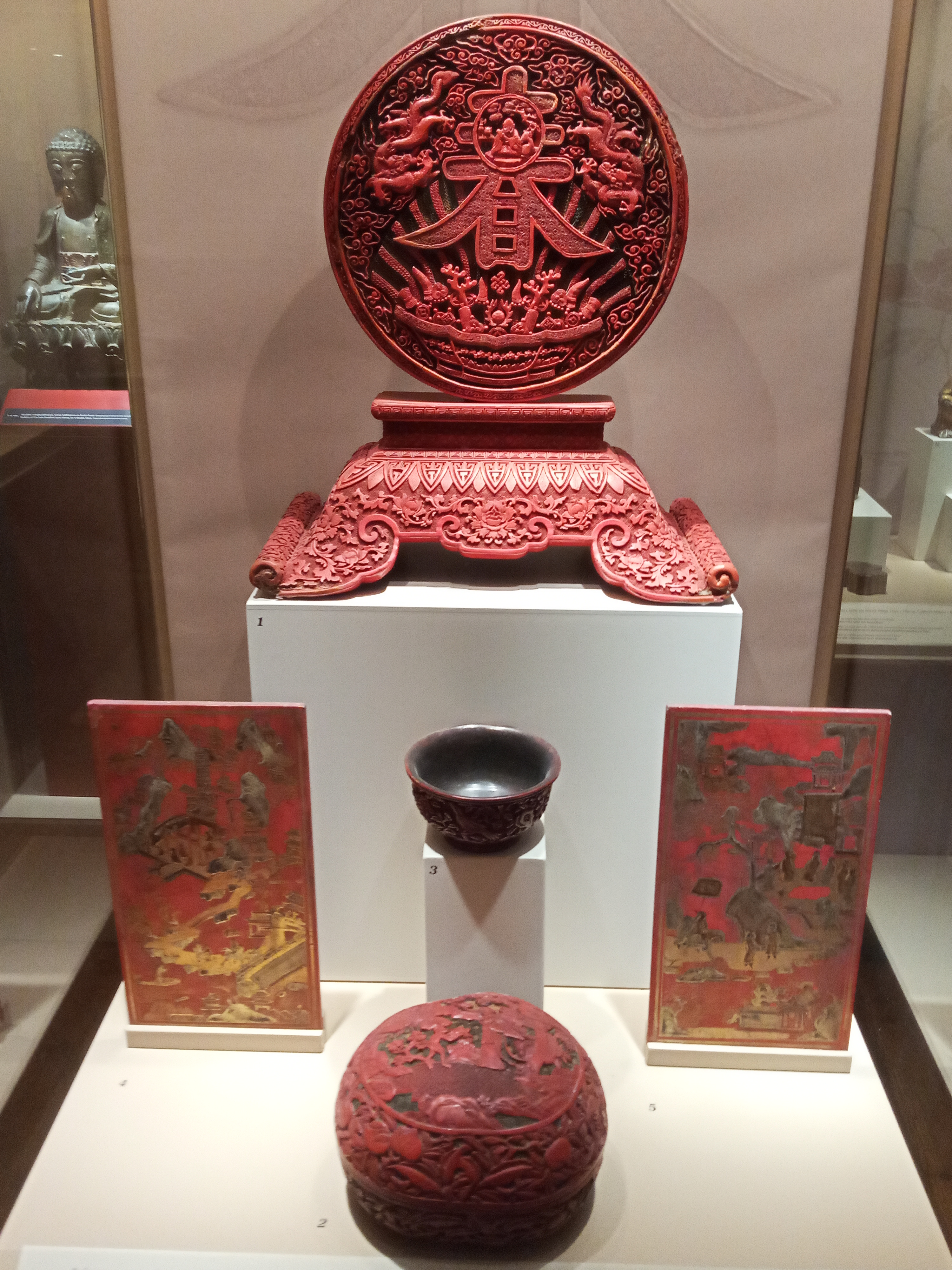
Лаковані предмети. 17-19 століття.

(IV-ХІХ століття): кераміка, бронзи, лаковані вироби, живопис, текстиль, предмети побуту, театральні маски Кабукі, музичні інструменти, дерев'яні скульптури, предмети з скла та дорогоцінних матеріалів, самурайські обладунки та зброя тощо.

### Корея
(ХІХ-ХХ століття): кераміка, картини

### Килими та текстиль

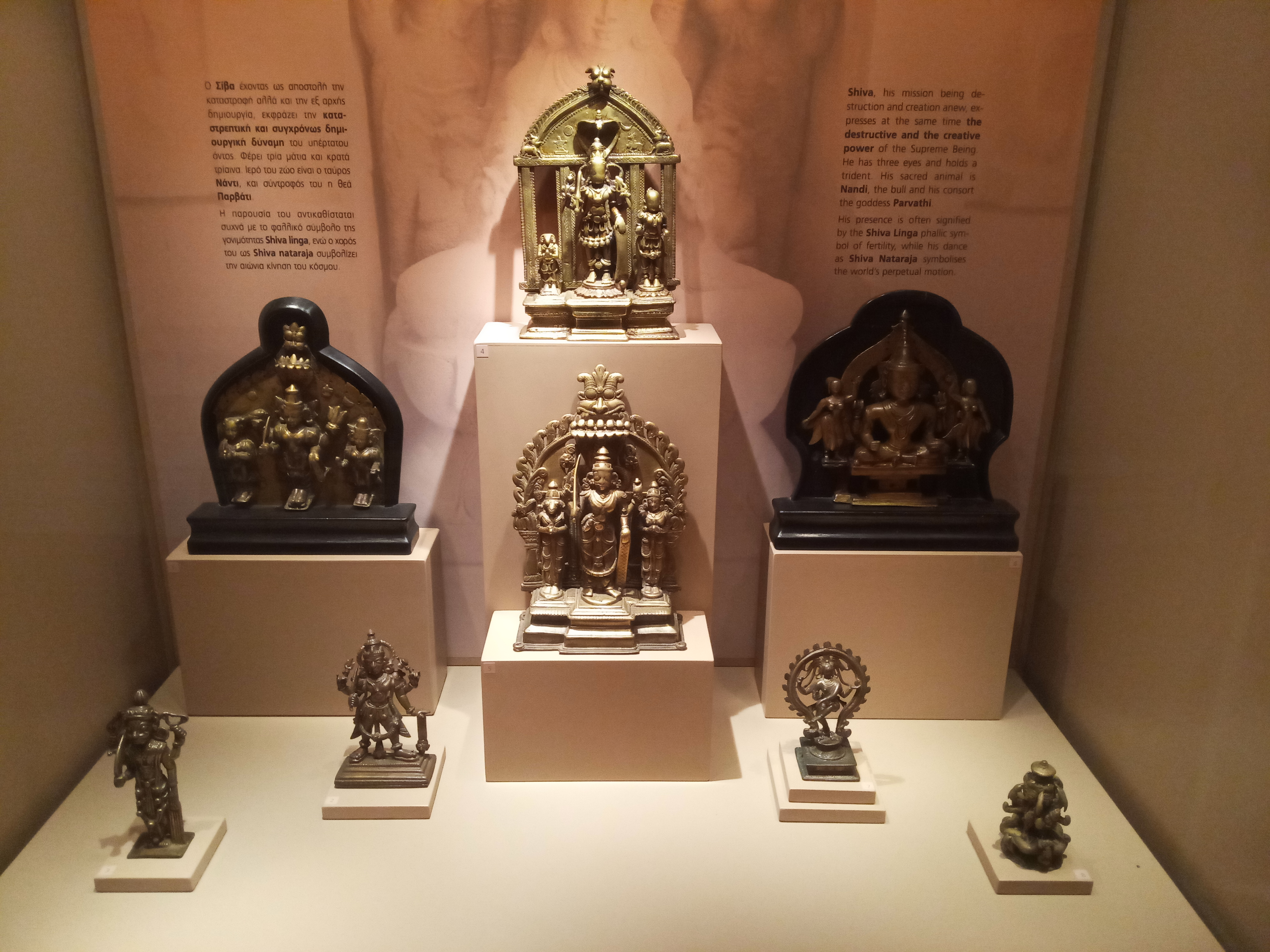
Зображення Шиви

### Індія
(ІІ століття до н. е. до ХІХ століття): культова скульптура з каміню, дерева та бронзи, мініатюрний живопис

### Афганістан-Пакистан
(2 століття до н. е. — V ст. н. е.): сірий схистський буддійський рельєф Гандхари

### Непал— Тибет
(17 — 19 століття): бронзова релігійна скульптура та розписані полотна.

## Графік роботи та квитки

### Графік роботи
Відкрито щодня з понеділка по неділю 08.30 — 16.00, крім вівторка.
Закрито: 1 січня, 25 березня, 1 травня, Великдень; Різдво Христове 25 грудня, 26 грудня.

### Квитки
Стандартний тариф: 6 євро, знижка: 3 євро (в період з 1 листопада по 31 березня для всіх відвідувачів)
Спеціальний пакет квитків на 3 дні: Стандартний тариф: € 14, Знижка: 7 € Діє для: Візантійського музею Антивуніотиса, Музею азійського мистецтва, Старої фортеці, Музею Палополіса (Мон Репо)